# 阿部岳
阿部 岳（あべ たかし、1974年 - ）は、日本の新聞記者。沖縄タイムス編集委員を務める。

## 経歴
1974年、東京都に生まれる。1997年、上智大学外国語学部を卒業し、沖縄タイムスに入社。

## 著作

### 単著
- 『ルポ沖縄 国家の暴力』（朝日文庫）日隈一雄情報流通促進賞・奨励賞受賞[1]

### 共著
- 『フェンスとバリケード』（三浦英之との共著）[3]

## 出演

### ネット番組
- ポリタスTV（YouTube、2022年1月8日）